# Мария Млинкова
Мария Брезанец, по мъж Млинкова (на горнолужишки: Marja Młynkowa), е горнолужишка литературна критичка, литературна историчка и писателка на произведения в жанра драма, мемоари и документалистика. Пише своите произведения на горнолужишки език.

## Биография и творчество
Мария Брезанец е родена на 1 февруари 1934 г. в лужишкото село Томендорф, Германия (днес село Томислав, Долносилезко войводство, Полша). В периода 1947 – 1949 г. учи в средното училище във Варнсдорф. В периода 1949 – 1952 г. учи в сръбската гимназия в Бауцен. В периода 1952 – 1955 г. учи немска филология и педагогика в университета „Карл Маркс“ в Лайпциг.
След дипломирането си в периода 1955 – 1960 г. работи като редактор в издателство „Фолк унд Висен“ (Volk und Wissen), в редакцията на вестник „Сербске новини“ (Serbske Nowiny), и като лектор по литература в издателство „Домовина“ (Domowina, Родина). От 1960 г. е писателка на свободна практика и литературен критик.
През 1957 г. се омъжва за сърболужишкия поет и културен деец Юрий Млинк. Имат дъщеря – Мерка Метова, която също е писателка.
Най-популярна в творчеството ѝ е книгата „Dny w dalinje“ (Дни в далечината) от 1967 г., която описва драматичните години във времената на хитлеризма в едно силезийско село.
Известна е с мемоарите си с лирически характер „Kostrjanc a čerwjeny mak“ (1965) и „Za płotom“ (1977).
През 1968 г. и през 1971 г. (посмъртно) е удостоена с наградата „Домовина“ за заслуги към развитието на сръбската литература в ГДР.
Мария Млинкова умира след тежко боледуване на 27 февруари 1971 г. в Бауцен, ГДР. Погребана е на гробището „Свети Никола“ в Бауцен.

## Произведения
- Starosće w dźewjatce (1964)
- Kostrjanc a čerwjeny mak. Powědančka (1965)
- Dny w dalinje (1967)

### Посмъртни издания
- Z wótrym wóčkom. Wuběrk literarno-kritiskich dźěłow (1973)
- Dundak Matej, a druhe powědančka za dźěći (1975)
- Za płotom. Krótko-powědančka (1977)
- Zhromadźene spisy. Zwjazk 1. Powědančka a drobna proza (1994)
- Zhromadźene spisy. Zwjazk 2. Dny w dalinje (1994)